# Protectoraat Bohemen en Moravië

De creatie van het Protectoraat in 1938-1939. Zaolzie (voormalig hertogdom Teschen) kwam in handen van de Poolse bezettingsmacht door annexatie in november 1938, terwijl Slowakije zich onder Jozef Tiso op 12 maart 1938 onafhankelijk verklaarde

Het protectoraat Bohemen en Moravië (Duits: Reichsprotektorat Böhmen und Mähren, Tsjechisch: Protektorát Čechy a Morava) was de naam van Tsjechië tussen 1939 en 1945, toen het een protectoraat van het Derde Rijk was.
Het protectoraat Bohemen en Moravië (op de kaart het oranje gebied 5) werd op 15 maart 1939 opgericht en omvatte de restanten van Tsjecho-Slowakije. Slowakije had zich afgesplitst, het etnisch-Duitse Sudetenland was een deel van het Duitse Rijk geworden en kleinere gebieden waren deel van Polen of van Hongarije geworden. Het Protectoraat verenigde vrijwel alle overgebleven territoria met een etnisch-Tsjechische bevolkingsmeerderheid, met uitzondering van dorpen als Bludov en Paseky nad Jizerou die enclaves binnen Duitstalige meerderheidsgebieden vormden en daarmee deel werden van het Sudetenland. Tevens omvatte het Protectoraat zelf Duitse taaleilanden zoals Iglau (Jihlava) en omgeving en aanzienlijke Duitstalige minderheden in steden als Praag en České Budějovice (Budweis), Olomouc (Olmutz) en Brno (Brünn).
Het protectoraat werd vanuit de Praagse burcht opgericht en Emil Hácha was formeel het staatshoofd. De werkelijke macht lag echter bij de Reichsprotektor, een functie die van 1939 tot 1943 werd uitgeoefend door Konstantin von Neurath en daarna tot het eind van de oorlog door Wilhelm Frick.
Het protectoraat had een belangrijke functie in de Duitse oorlogsindustrie. Gedurende een belangrijk deel van de oorlog lag het buiten het bereik van geallieerde bommenwerpers en de Tsjechische industrie met haar goed opgeleide werknemers werd ingezet in de oorlogsproductie. Daarnaast werden 350.000 Tsjechen tewerkgesteld in de oorlogsindustrie in Duitsland.
Het bezettingsregime was hard, maar niet te vergelijken met het regime in Polen. Onder het Duitse bewind van de rijksprotector Konstantin von Neurath werden de Tsjechen uitgesloten van vormen van hoger onderwijs. Met name na de moord op de plaatsvervangend Reichsprotektor, Reinhard Heydrich, namen de nazi's wraak en vermoordden onder meer de voltallige bevolking van het dorpje Lidice. Alleen al tussen 28 mei en 9 juni 1942 werden bijna 1800 doodvonnissen uitgesproken door de Duitse krijgsraad. Buiten de aanslag op Heydrich in 1942 en een opstand in Praag in mei 1945 was het verzet van de Tsjechen echter zeer beperkt. Van de Tsjechen kwamen tussen de 36.000 en de 55.000 mensen om het leven. De Joden en de Roma in het Protectoraat werden grotendeels gedeporteerd of vonden de dood.
Het protectoraat gold als een oase van rust en lag lange tijd buiten de bombardementszones die de industriegebieden in het westen van Duitsland en later ook Koningsbergen in het oosten hard troffen. Pas in 1945 werden de steden Praag en Pilsen gebombardeerd, maar de oorlogsschade in het Protectoraat bleef beperkt. Op 9 mei 1945 bezette het Rode Leger Praag waarna het grondgebied van het protectoraat en de Slowaakse republiek onderdeel werden van  de Derde Tsjecho-Slowaakse Republiek.
| |                                                      |                                                      |                                                                                  |                                                     |                                               |                                                               |                                                                |                                                        |
| | Tsjecho-Slowakije – Tsjechoslowakije (1918-1992)     |                                                      |                                                                                  |                                                     |                                               |                                                               |                                                                |                                                        |
| Oostenrijk-Hongarije (tot 1918) Bohemen, Moravië, delen van Silezië, noorden van Koninklijk Hongarije (Slowakije en Karpato-Roethenië) | Eerste Tsjecho-Slowaakse Republiek (ČSR) (1918-1938) | "Sudetenland" (1938-1945)                            | "Sudetenland" (1938-1945)                                                        | Derde Tsjecho-Slowaakse Republiek (ČSR) (1945-1948) | Tsjecho-Slowaakse Republiek (ČSR) (1948-1960) | Tsjecho-Slowaakse Socialistische Republiek (ČSSR) (1960-1990) | Tsjechische en Slowaakse Federale Republiek (ČSFR) (1990-1992) | Tsjechië (ČR) (sinds 1993) Slowakije (SR) (sinds 1993) |
| Oostenrijk-Hongarije (tot 1918) Bohemen, Moravië, delen van Silezië, noorden van Koninklijk Hongarije (Slowakije en Karpato-Roethenië) | Eerste Tsjecho-Slowaakse Republiek (ČSR) (1918-1938) | Tweede Tsjecho-Slowaakse Republiek (ČSR) (1938-1939) | Protectoraat Bohemen en Moravië (1939-1945) Slowaakse Republiek (SR) (1939-1945) | Derde Tsjecho-Slowaakse Republiek (ČSR) (1945-1948) | Tsjecho-Slowaakse Republiek (ČSR) (1948-1960) | Tsjecho-Slowaakse Socialistische Republiek (ČSSR) (1960-1990) | Tsjechische en Slowaakse Federale Republiek (ČSFR) (1990-1992) | Tsjechië (ČR) (sinds 1993) Slowakije (SR) (sinds 1993) |
| Oostenrijk-Hongarije (tot 1918) Bohemen, Moravië, delen van Silezië, noorden van Koninklijk Hongarije (Slowakije en Karpato-Roethenië) | Eerste Tsjecho-Slowaakse Republiek (ČSR) (1918-1938) | Karpato-Oekraïne (1938-1939)                         | Karpato-Roethenië bij Hongarije (1939-1945)                                      | deel van Oekraïense SSR (1945-1991)                 | deel van Oekraïense SSR (1945-1991)           | deel van Oekraïense SSR (1945-1991)                           | Oblast Transkarpatië Oekraïne (vanaf 1991)                     | Oblast Transkarpatië Oekraïne (vanaf 1991)             |
| |                                                      | Duitse bezetting / Tweede Wereldoorlog               | Duitse bezetting / Tweede Wereldoorlog                                           | Sovjetperiode / Volksrepubliek                      | Sovjetperiode / Volksrepubliek                | Sovjetperiode / Volksrepubliek                                |                                                                |                                                        |
| |                                                      |                                                      | Regering in ballingschap                                                         |                                                     |                                               |                                                               |                                                                |                                                        |
| |                                                      |                                                      |                                                                                  |                                                     |                                               |                                                               |                                                                |                                                        |